# Sanbu (köping i Kina, Jiangsu)
Sanbu (kinesiska: 三堡, 三堡镇) är en köping i Kina. Den ligger i provinsen Jiangsu, i den östra delen av landet, omkring 280 kilometer nordväst om provinshuvudstaden Nanjing. Antalet invånare är 41091. Befolkningen består av 20 132 kvinnor och 20 959 män. Barn under 15 år utgör 16,0 %, vuxna 15-64 år 72 %, och äldre över 65 år 11,0 %.
Genomsnittlig årsnederbörd är 961 millimeter. Den regnigaste månaden är juli, med i genomsnitt 205 mm nederbörd, och den torraste är januari, med 12 mm nederbörd.